# Stapleton-Gletscher
Der Stapleton-Gletscher ist ein 10 km langer Gletscher im Süden der Thurston-Insel vor der Eights-Küste des westantarktischen Ellsworthlands. Er fließt von der King-Halbinsel unmittelbar nördlich des Morelli-Gletschers in östlicher Richtung zum Abbot-Schelfeis im Peacock-Sund.
Das Advisory Committee on Antarctic Names benannte ihn 2003 nach Jo Anne Stapleton, Geographin beim United States Geological Survey, die seit den 1980er Jahren an der Erstellung hochauflösender Landkarten über Antarktika beteiligt war.